# A Nymphoid Barbarian in Dinosaur Hell
A Nymphoid Barbarian in Dinosaur Hell ist ein US-amerikanischer Science-Fiction-Trashfilm von Brett Piper aus dem Jahr 1990.

## Handlung
Der Film wird durch einen Erklärtext am Anfang mit Ausschnitten weiterer Troma-Produktionen auf den Standort der fiktiven Stadt Tromaville gelegt. Eine nukleare Katastrophe hat den Ort zurück in die Steinzeit gebracht. Mutanten und Barbaren durchstreifen das Land, das auch von riesigen Monstern bevölkert wird.
Lea, eine junge Barbarin, wird von einer Horde Mutanten angegriffen, die versuchen sie zu vergewaltigen. Marn eilt ihr zur Hilfe, doch Lea kann sich auch selbst verteidigen und beißt einem ihrer Peiniger ein Ohr ab.
Nach einigem Widerstand schließen sich die beiden zusammen, werden jedoch erneut von Mutanten angegriffen. Marn bleibt scheinbar leblos liegen, während Lea von dem maskierten Clon entführt wird. Ihr gelingt jedoch später die Flucht. Dabei trifft sie auf einen Mutanten, der ihr wohlgesonnen ist. Die beiden schließen sich zusammen.
Derweil wird Marn von einem alten Mann gerettet, der ihm ein Artefalkt schenkt: eine alte Schusswaffe, mit der er sich aufmacht, Lea aus den Händen der Mutanten zu befreien.
Schließlich kommt es zum großen Showdown zwischen allen Beteiligten, während dem der gute Mutant getötet wird. Lea und Marn überleben. Lea gelingt es außerdem Clon zu besiegen und an eines der Monster, den sogenannten Tromasaurus, im See zu verfüttern.

## Hintergrund
Der Independent-Film wurde unter dem Titel Dark Fortress von Brett Piper gedreht. piper war bereits als Spezialeffektekünstler bei troma bekannt und erstellte ein Jahr später unter anderem das riesige Eichhörnchen für Wahnsinns-Trip – Class of Nuke 'Em High 2. Der Film wurde nach Fertigstellung von Troma Entertainment aufgekauft und mit einem möglichst reißerisch klingenden Titel versehen, der mit der eigentlichen Handlung des Films nichts zu tun hat. Weder ist Lea eine Nymphomanin noch handelt es sich bei den per Stop-Motion-animierten Monstern um Dinosaurier. Stattdessen wurde ein kurzer Clip an den Anfang gestellt. Der Film hatte seine Premiere 1990 auf den Internationalen Filmfestspielen von Cannes 1990.
Der Film hatte ein Budget von lediglich 5.000 bis 40.000 US-Dollar, je nach verwendeter Quelle. Brett Piper gab später an, die Spezialeffekte für den Film hätten sechs Monate in Anspruch genommen, wobei die einzelnen Monsterszenen jedoch in nur wenigen Tagen abgedreht wurden. Als Einflüsse gab er King Kong und die weiße Frau (1933) und Der Herrscher von Cornwall (1962).
In Deutschland war er jahrelang nur als Import erhältlich. 2025 erschien erstmals eine Blu-Ray über das Label '84 Entertainment.

## Rezeption
Frank Trebbin schrieb in seiner Buchreihe Die Angst sitzt neben dir: „Selbst für Troma-Verhältnisse ist A Nymphoid Barbarian in Dinosaur Hell eine echte Zumutung. Die Handlung ist mehr als dürftig, die Stop-Motion-Effekte sind extrem schlecht, und die melancholische Musikuntermalung geht einem recht schnell auf die Nuß. Nach vollendetem Genuß dieses Ultra-Trash-Movies fragt man sich doch glatt, ob man nicht ein paar Jahre gealtert ist und man Brett Piper wegen Körperverletzung verklagen sollte.“